# قلعة نشين شاهي (مقاطعة دورة)
قلعة نشين شاهي (بالفارسية: قلعه نشین شاهی) هي قرية تقع في Shurab Rural District في إيران. يقدر عدد سكانها بـ 48 نسمة بحسب إحصاء 2016.